# Simssee
Simssee – jezioro w południowych Niemczech, w kraju związkowym Bawaria, w rejencji Górna Bawaria, w powiecie Rosenheim, około 6,5 km na wschód od miasta Rosenheim i około 7 km na zachód od jeziora Chiemsee. Powierzchnia jeziora wynosi 6,49 km².
W systemie gospodarki wodnej Simsssee jest jednolitą częścią wód o międzynarodowym kodzie DEBY_INS11 i krajowym 1_S034. Należy do typu S3, czyli podalpejskich jezior stratyfikowanych o stosunkowo małej zlewni.
Jedną z głównych miejscowości nad brzegiem jeziora jest licząca 9918 mieszkańców miejscowość Stephanskirchen.
W jeziorze występuje kumak górski (Bombina variegata).
W planie gospodarowania wodami na obszarze dorzecza Dunaju na lata 2016-2021 podano, że stan ekologiczny wód jeziora był umiarkowany. Taki sam był stan makrofitów z fitobentosem, podczas gdy stan fitoplanktonu był dobry. Stan chemiczny wód był zły. Za główne zagrożenia dla jakości wód uznaje się rozproszone źródła zanieczyszczeń prowadzące do eutrofizacji. 
W 2018 na Simssee funkcjonowało 5 kąpielisk wyznaczonych zgodnie z przepisami dyrektywy kąpieliskowej. Stan wody we wszystkich z nich oceniono wówczas jako doskonały. Ocenę „dobra lub dostateczna” kilka razy nadawano przed rokiem 2010, a w 1992 i 2002 na jednym z nich jakość wody oceniono jako niedostateczną.
Z jeziora wypływa rzeka Sims, dopływ Innu.